# Květ ze Šumavy

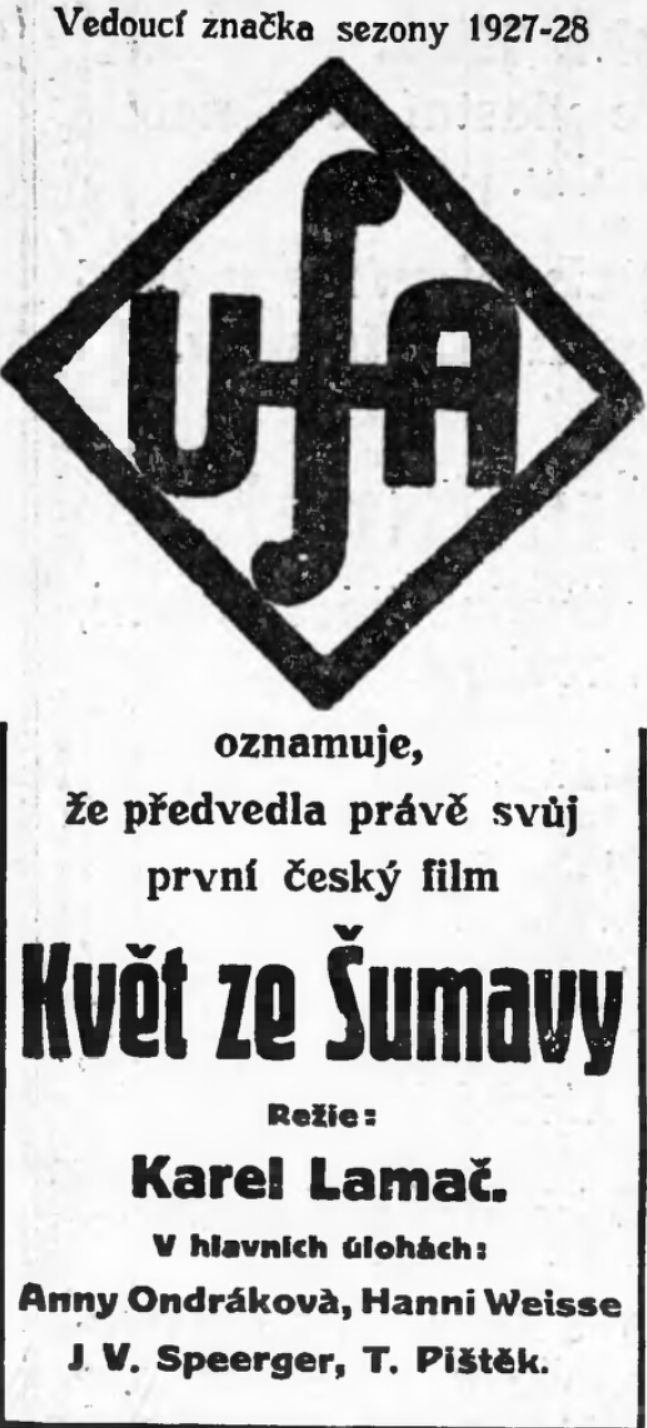
Film Květ ze Šumavy (dobová reklama v tisku, 1927)

Květ ze Šumavy (někdy uváděn také jako Květ Šumavy) je český němý film, který v roce 1927 natočil režisér Karel Lamač s Anny Ondrákovou v hlavní roli. Snímek vypráví příběh venkovského děvčete, které se i přes nepřízeň osudu, stane úspěšnou tanečnicí ve velkém městě a o její lásce k mladému lékaři. Filmový materiál se nedochoval.

## Obsah
Potkáváme prosté vesnické děvče Dáňu (Anny Ondráková) z malé šumavské vísky, která touží po rušném městském životě a slávě. Prožívá mladickou lásku k mladému doktorovi (Karel Lamač), který přijíždí do kraje, aby si zde vybudoval svou praxi. Její bratr Petr (Jan W. Speerger) je černou ovcí rodiny, pašerák, který se dostane do křížku se zákonem. Když si pro něj přijdou četníci, uprchne, jejich matka (Hermína Fordová) vezme vinu na sebe a ocitá se ve vězení. Mladičká Dáňa je sama, opouští domov a vydává se do světa splnit si svůj sen o slávě. Cesty ji zavedou až do Prahy, kde ji znovu potkáváme již jako úspěšnou tanečnici na jevišti malého revuálního kabaretu, jehož je hvězdou. Ke spokojenosti má však daleko. Vzpomíná na mladou lásku, kterou prožila v rodné vesnici. Náhoda vstoupí do jejího života. Před divadlem, kde je taneční hvězdou, má své stanoviště drožkář Kalvoda (Josef Rovenský), který jednoho dne obdrží od svého syna Jiřího zprávu, ve které mu syn sděluje, že se mu nepodařilo vybudovat si v šumavských horách lékařskou praxi, a proto se tedy vrací zpátky do Prahy. Otec mu mezitím zajistí místo lékaře v divadle. Zde se nakonec Dáňa opět setkává s milovaným Jiřím. Jejich lásce však není přáno. Do jejich života opět zasahuje Dánin bratr Petr. Když zjistil, že jeho sestra je úspěšnou tanečnicí a žije si v blahobytu, začne ji vydírat. Jiří, který Petra nezná, začne na něj žárlit a mezi ním a Dáňou dochází k roztržce. Dochází rovněž ke rvačce Jiřího s Petrem. Petr se nakonec vrací ke spořádanému životu, Ďána se setká se svou matkou, kterou Jiří nalezne náhodou na ulici zcela vysílenou, a smiřuje se i s doktorem, za kterého se provdá.

## Obsazení
| Anny Ondráková    | Dáňa Lorencová, později tanečnice Daina Laurence |
| Karel Lamač       | lékař Jiří Kalvoda, syn drožkáře                 |
| Karel Schleichert | postilion Krušina                                |
| Hermína Fordová   | paní Lorencová, Dánina matka                     |
| Jan W. Speerger   | Petr Lorenc, Dánin bratr                         |
| Vladimír Majer    | divadelní ředitel                                |
| Josef Rovenský    | drožkář Kalvoda                                  |
| Hanni Weisse      | Alice Gordonová                                  |
| Theodor Pištěk    | ctitel Alice, továrník Braun                     |
| Joe Jenčík        | Mefisto ze sna                                   |
| Marie Oliaková    | paní na ulici                                    |
| Máňa Ženíšková    | role neurčena                                    |
| Josef Příhoda     | role neurčena                                    |

## Tvůrci a štáb
- Námět a scénář: Karel Lamač, Václav Wasserman
- Režie: Karel Lamač
- Kamera: Otto Heller
- Architekt: Josef Wenig, Vilém Rittershain
- Výroba: Karel Lamač
- Spolupráce: Willi Ströminger (fotograf)